# هاشم عبد الله حسين الأحمر
هاشم بن عبد الله بن حسين الأحمر هو برلماني وعسكري يمني، عضو في مجلس النواب، وهو عميد ركن في الجيش اليمني حيث كان من أحد ضباط الحرس الخاص سابقاً وكان قائد الحراسه الخاصه لرئيس الجمهوريه الاسبق ، شغل منصب قائد اللواء 141 مشاة واركان حرب المنطقه العسكريه السابعه وقائد المنطقة العسكرية السادسة سابقا وتم ترقيته إلى رتبة لواء.